# 공덕룡
공덕룡(1923년 7월 29일 평안남도 덕천군에서 태어남)은 교수이자 수필가로 활동한 사람이다. 고려대학교 영어영문학과를 졸업하였다.

## 경력
단국대학교 대학원에서 박사 학위를 취득한 후 1964년 단국대학교 문리대학 영어영문학 교수가 되었다. 1970년 단국대학교 중앙도서관 관장, 1981년 단국대학교 영미문화연구소 소장을 역임한 그는 1987년 단국대학교 대학원 원장에 선출되었다. 1988년부터 단국대학교 문리대학 영어영문학 명예교수로 재직 중이다.
2006년『약한자여 그대 이름은 남자』로 제43회 한국문학상을 수상하였다.

## 작품

### 도서
- 도깨비와 아이스크림 (1992)
- 수필이 뭐길래 (1995)
- Modern Essays (1995)
- 영미어 문학 자료사전 (1997)
- 약한자여 그대 이름은 남자 (2004)

### 수필집
- 분뇨담 (1957)
- 서울에 고향없다 (1974)
- 귓불을 비비며 (1985)
- 웃음의 묘약 (1991)

## 수상내역
- 문교부 장관상 (1981)
- 국민훈장 모란장 (1988)
- 제4회 전쟁문학상 (1991)
- 제5회 단국문학 공로상 (1992)
- 제5회 한글문학상 (1994)
- 제7회 수필문학상 대상 (1997)
- 제43회 한국문학상 (2006)